# ری فالکنر
ری فالکنر (انگلیسی: Ray Faulkner؛ زادهٔ ۲۶ مهٔ ۱۹۳۴) بازیکن فوتبال اهل بریتانیا است.
از باشگاه‌هایی که در آن بازی کرده‌است می‌توان به باشگاه فوتبال گریمزبی تاون اشاره کرد.